# Рыбальский железнодорожный мост
Рыба́льский железнодоро́жный мост (укр. Риба́льський залізни́чний міст) — железнодорожный мост через Днепр в Киеве. До 2024 года неофициально именовался Петровским — это связано с тем, что в 1920-х — 1937 годах нынешний Подольский район назывался Петровским (или коротко — Петровкой) в честь Г. И. Петровского. Часть Северного железнодорожного полукольца.

## История
Сооружён в 1916—1917 годах как мост имени Императрицы Марии Фёдоровны, или Мариинский, открыт в январе 1917 года. В создании левобережной эстакады моста принимал участие профессор КПИ Е. О. Патон. Во время гражданской войны мост был разрушен. В 1929 году был восстановлен. Ему было присвоено название «Мост имени 12-летия Октября», однако это название не прижилось.
Во время Великой Отечественной войны был дважды разрушен (в 1941 и 1943 годах). Восстановлен в 1945 году.

## Факты
Имеет всего одну железнодорожную колею. Перед мостом есть разъезды между остановочными пунктами Троещина-2 и Оболонь (демонтирован). Мост задействован исключительно для грузовых перевозок и входит в маршрут следования киевской городской электрички. Железнодорожное полотно электрифицировано переменным током с напряжением 25000 вольт.
На первой правобережной опоре моста сохранилась отметка максимума уровня воды 1970 года.

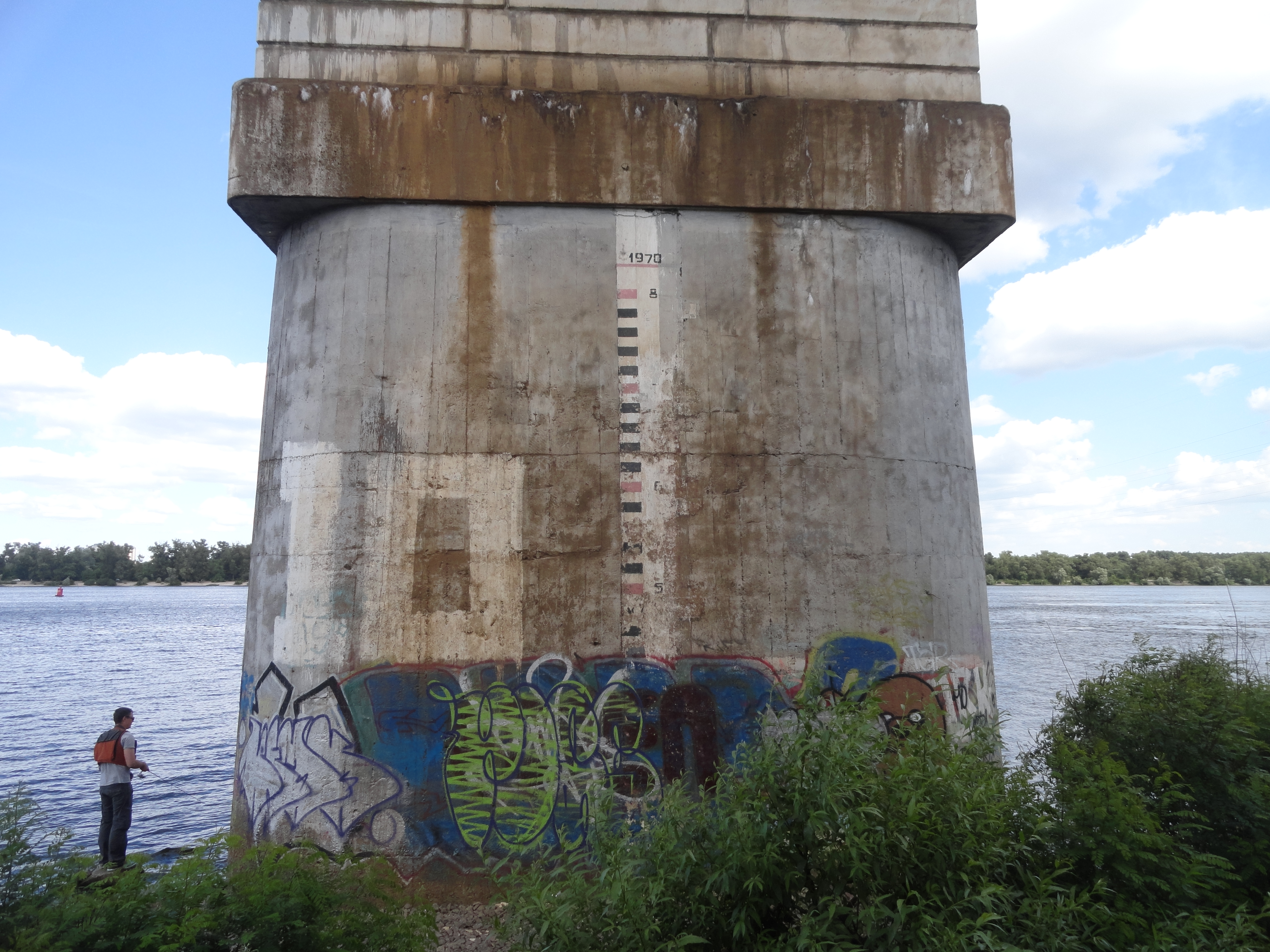
Опора Рыбальского железнодорожного моста, отметка максимума уровня воды 1970 года
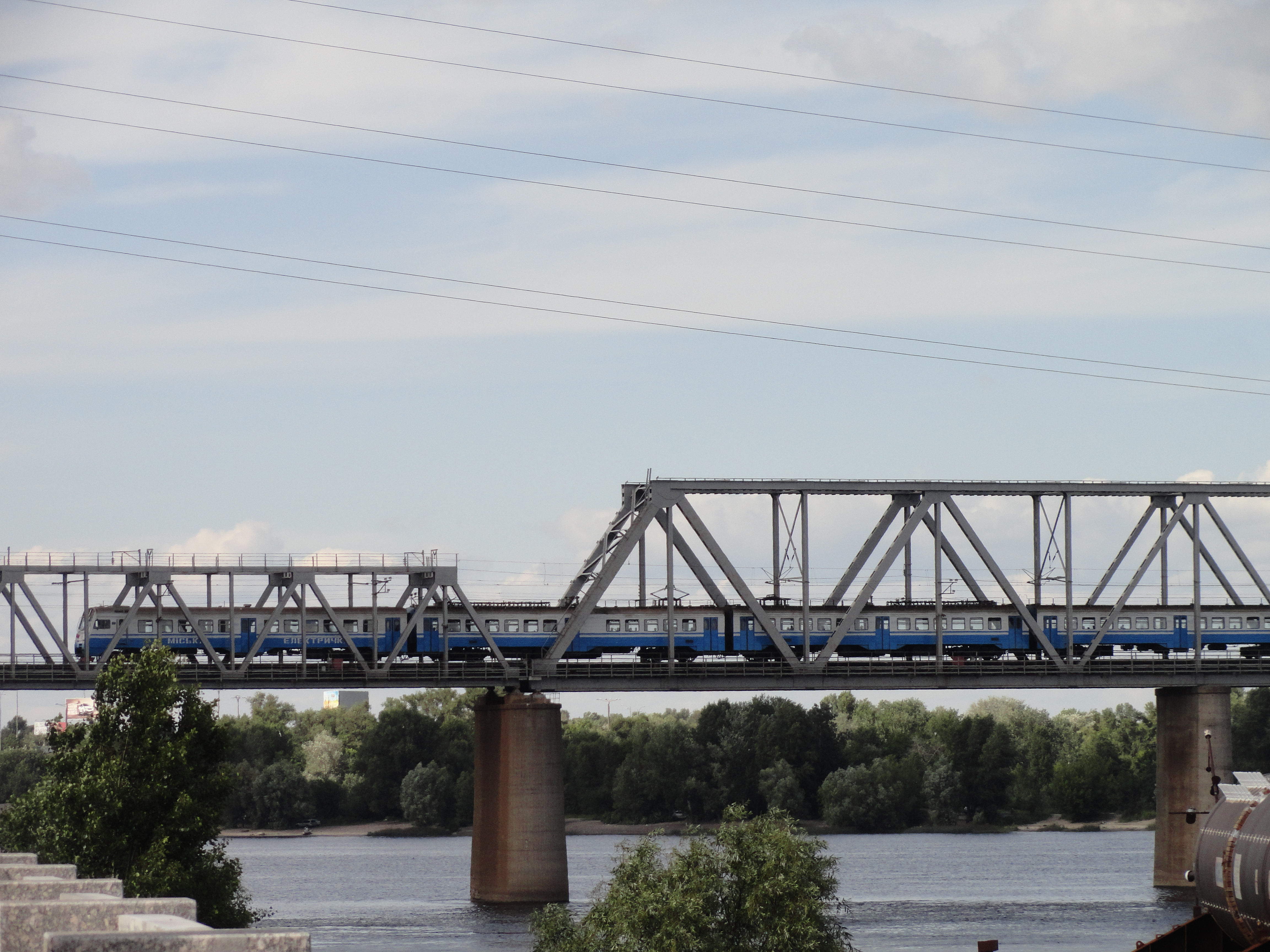
Электропоезд ЭПЛ9Т на маршруте Киевской городской электрички проезжает по Рыбальскому железнодорожному мосту

## Панорама

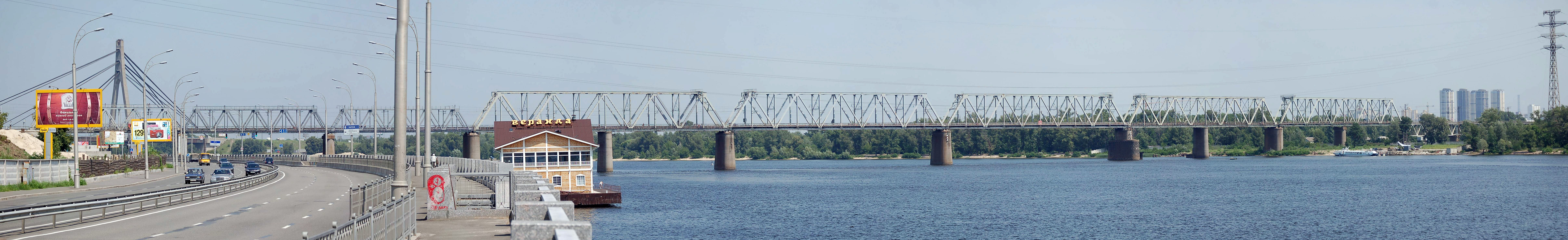
Панорама моста
Панорама моста